# Bệnh tim
Bệnh tim là một thuật ngữ chung chỉ các loại bệnh khác nhau liên quan đến tim. Đến năm 2007, bệnh này là nguyên nhân hàng đầu dẫn đến các ca tử vong ở Hoa Kỳ, Anh, Canada và Wales, chiếm 25,4% trong tổng số các ca tử vong ở Hoa Kỳ.

## Các loại bệnh tim

### Bệnh tim mạch vành
Bệnh tim mạch vành là tên gọi cho một số bệnh tim do mạch máu vành tim bị nghẽn đưa đến tình trạng cơ tim và các tế bào xung quanh bị thiếu dưỡng khí. Các tên gọi khác của bênh này là bệnh mạch vành, bệnh động mạch vành, bệnh tim do xơ vữa động mạch, bệnh tim thiếu máu cục bộ. Loại bệnh phổ biến nhất trong nhóm này là bệnh động mạch vành, mặc dù bệnh tinh mạch vành có thể do nhiều nguyên nhân khác, như xơ vữa động mạch.
Hơn 459.000 người Mỹ chết vì bệnh tim mạch vành mỗi năm. Ở Vương quốc Anh, có 101.000 ca tử vong hàng năm liên quan đến bệnh tim mạch vành.

## Bệnh cơ tim
Bệnh cơ tim là cơ tim phì đại và xơ hóa. Trong giai đoạn đầu của bệnh cơ tim, có thể không có triệu chứng. Khi tình trạng bệnh nặng hơn, các triệu chứng bệnh cơ tim bao gồm :
- Khó thở khi gắng sức hoặc thậm chí nghỉ ngơi.
- Phù chân, mắt cá chân và bàn chân.
- Cổ chướng.
- Mệt mỏi.
- Cảm thấy tim đập nhanh không thường xuyên.
- Chóng mặt, hoa mắt và ngất xỉu.

## Suy tim
Bệnh xảy ra khi tim mất khả năng bơm hiệu quả để duy trì dòng máu đáp ứng các nhu cầu của cơ thể.
Các triệu chứng thường gồm khó thở, kiệt sức, và phù chân. Triệu chứng khó thở thường nặng hơn khi gắng sức, khi nằm, và về đêm khi ngủ.

## Cao huyết áp
Cao huyết áp là một bệnh mạn tính trong đó áp lực máu đo được ở động mạch tăng cao.
Cao huyết áp gây nhiều áp lực cho tim, có khả năng dẫn đến bệnh tim như bệnh mạch vành. Tăng huyết áp cũng là một yếu tố nguy cơ chính trong: tai biến mạch máu não, suy tim, phình động mạch, bệnh thận mạn, và bệnh động mạch ngoại biên. Ăn kiêng và thay đổi lối sống có thể cải thiện tình trạng huyết áp và giảm nguy cơ xảy ra các biến chứng, mặc dù vậy vẫn có thể cần điều trị kèm bằng thuốc ở những ca mà các biện pháp thay đổi lối sống không có tác dụng hoặc không giảm được đến mực huyết áp bình thường.

## Viêm tim
Có ba loại bệnh viêm tim do bị nhiễm trùng: Bệnh viêm màng ngoài tim, có ảnh hưởng đến các mô xung quanh tim (màng ngoài tim); Bệnh viêm cơ tim, ảnh hưởng tới lớp cơ thành tim (cơ tim); và viêm nội tâm mạc, ảnh hưởng đến màng tế bào bên trong, phân cách các buồng và van tim (màng trong tim).
Những nguyên nhân phổ biến nhất của bệnh viêm tim bao gồm:
- Vi khuẩn. Viêm nội tâm mạc có thể được gây ra bởi vi khuẩn vào máu. Các vi khuẩn có thể nhập vào dòng máu thông qua các hoạt động hàng ngày, như ăn uống hay đánh răng, đặc biệt là nếu sức khỏe răng miệng kém. Viêm cơ tim cũng có thể được gây ra bởi một loại vi khuẩn gây bệnh Lyme.
- Virus. Nhiễm trùng tim có thể được gây ra bởi virus, đó là virus cúm (coxsackievirus B và adenovirus), phát ban parvovirus B19, nhiễm trùng đường tiêu hóa (echovirus), bạch cầu đơn nhân (Epstein-Barr virus) và bệnh sởi (rubella). Các virus kết hợp với nhiễm trùng qua đường tình dục cũng có thể đến cơ tim và gây nhiễm trùng.
- Ký sinh trùng. Trong số các ký sinh trùng có thể gây nhiễm trùng tim, Trypanosoma cruzi, toxoplasma và một số được truyền bởi côn trùng và có thể gây ra một tình trạng gọi là Chagas.

## Bệnh van tim
Tim có bốn van - van động mạch chủ, van hai lá, van động mạch phổi và van ba lá - mở và đóng van cho phép máu chảy trực tiếp qua tim. Van có thể bị hư hại bởi một loạt các điều kiện dẫn đến hẹp, bị hở hoặc đóng không đúng cách (sa). Tùy thuộc vào hoạt động của van không đúng, triệu chứng bệnh van tim thông thường bao gồm:
- Mệt mỏi.
- Khó thở.
- Nhịp tim bất thường hoặc tiếng thổi.
- Phù chân hoặc mắt cá chân.
- Đau ngực.
- Ngất xỉu (syncope).